# Xã Alabam, Quận Madison, Arkansas
Xã Alabam (tiếng Anh: Alabam Township) là một xã thuộc quận Madison, tiểu bang Arkansas, Hoa Kỳ. Năm 2010, dân số của xã này là 1.261 người.